# Orient (Illinois)
Orient è un comune degli Stati Uniti d'America, situato in Illinois, nella Contea di Franklin.